# بني مزار (مركز)
مركز بني مزار، مركز إداري مصري. يقع في محافظة المنيا الواقعة في جمهورية مصر العربية. القاعدة الإدارية للمركز هي مدينة بني مزار.

## قرى مركز بني مزار
| - أبو حرب - عزبة سبع - أبشاق - أبطوجة - أبو العباس - أبو العيدين - أبوجرج - اشروبة - اعطو - البهنسا | - الجرنوس - الجندية - السعدية - السلام - السنارية - الشلابي - الشيخ عطا - الشيخ فضل - القيس - الناصرية - أم الساس - أم سنط | - بردونة الأشراف - بلة المستجدة - بني صامت - بني علي - دير السنقورية - شلقام - صفط أبو جرج - صندفا الفار - طمبو - عزبة شمس الدين | - كفر الشيخ إبراهيم - معصرة حجاج - منشية القيس - منشية اليوسفي - منشية بكير - منشية جلال - نزلة الدليل - نزلة جلف - نزلة عمرو |